# Ems Dollart Region

Logo der EDR

Die Ems Dollart Region (EDR) ist ein grenzübergreifender Zweckverband in der nördlichsten deutsch-niederländischen Grenzregion. Ziel der EDR als Koordinations- und Informationsstelle ist, die Zusammenarbeit zwischen den ostfriesischen Landkreisen, dem Landkreis Emsland, dem Landkreis Friesland und dem Landkreis Cloppenburg sowie den niederländischen Provinzen Groningen, Drenthe und Friesland zu fördern und Kontakte auszubauen. Dadurch sollen die Vorteile eines zusammenwachsenden Europas in unterschiedlichen Bereichen erkannt, unterstützt und genutzt werden. Das Büro hat seinen Sitz in Bad Neuschanz (Bad Nieuweschans) an der deutsch-niederländischen Grenze.

## Mitglieder
2025 gehören dem Zweckverband EDR 83 Mitglieder an. Es handelt sich hierbei um verschiedene öffentlich-rechtliche Organe: Städte, Gemeinden, Samtgemeinden, Landkreise, Zusammenarbeitsverbände von Gemeinden, Industrie- und Handelskammern, Handwerkskammern und die Ostfriesische Landschaft.

## Ziele und Aufgaben
Die EDR sieht sich bei ihren Aufgaben als zentrale, grenzübergreifende Informations- und Koordinationsstelle. In den Bereichen in den Bereichen Raumordnung, Infrastruktur, regionale Wirtschaftsförderung, Kultur und Ähnliches will er die Mitglieder auf beiden Seiten der Grenze auf gemeinsame Interessen aufmerksam machen. Vornehmliches Ziel ist es, Kontakte zwischen der Bevölkerung beiderseits der Grenze anzubahnen, sie zu verstärken und aufrechterhalten.
Um dieses Ziel zu erreichen, beschäftigt sich die EDR unter anderem mit der Stärkung und Förderung der Kontakte zwischen Bevölkerung und Politik. Damit sollen bestehende Barrieren zwischen den Ländern abgebaut werden. Weiterhin fällt die Beratung und Unterstützung von Organisationen, Unternehmen und Bürgern bei deutsch-niederländischen Angelegenheiten und die Vertretung der Interessen der Grenzregion und ihren Mitgliedern bei nationalen und internationalen Instanzen in den Aufgabenbereich der EDR.
Darüber hinaus gehört zu den Aufgaben die Ausführung und Umsetzung des INTERREG IV A-Programms der EU. Um diese Aufgaben zu verwirklichen, stehen der EDR Mittel zur Verfügung, die durch Beiträge der Mitglieder, Provinzen und der Europäischen Union finanziert werden.

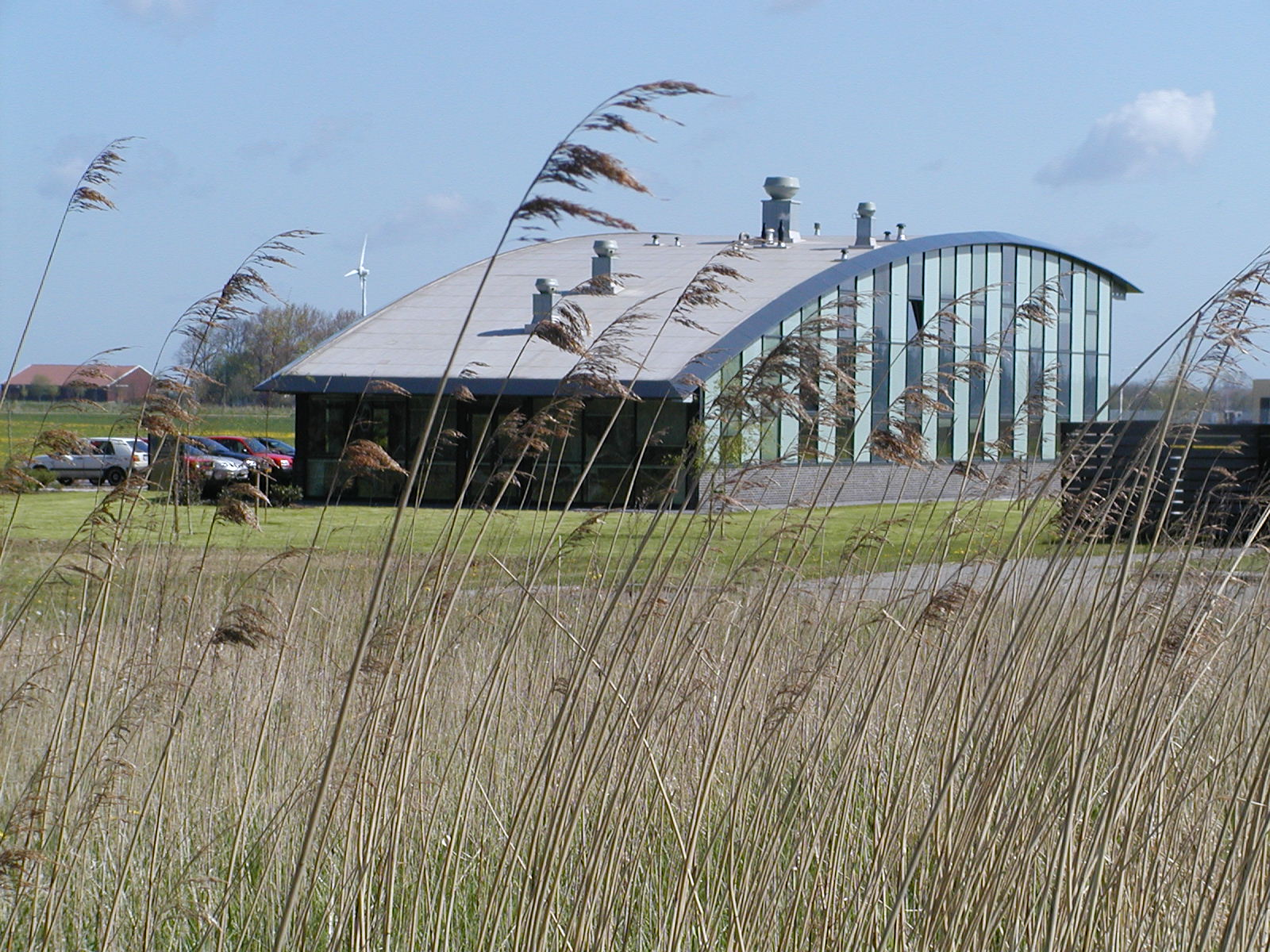
Geschäftsstelle der EDR in Bad Nieuweschans

## EDR-Rat
Der EDR-Rat ist das höchste Organ der EDR und setzt sich aus jeweils zwei Vertretern aller EDR-Mitglieder zusammen. Zwei Mal im Jahr  kommt der Rat für Beratungen zusammen, um die wichtigsten gemeinsamen Projekte und Zielsetzungen zu erörtern.

## Vorstand (Periode 2021–2023)
Der Vorstand der EDR wird vom EDR-Rat für zwei Jahre gewählt. Er besteht aus acht deutschen und sechs niederländischen Mitgliedern: dem Vorsitzenden und dem Schatzmeister sowie ihrer Vertreter und zwölf weiteren Mitgliedern.  In der Regel tagt der Vorstand monatlich und bereitet grenzübergreifende Projekte und Initiativen vor. Weiterhin vertritt der Vorstand  Interessen der Region in regionalen, nationalen und europäischen Gremien. Der Vorsitz des Vorstandes wechselt alle zwei Jahre zwischen einem deutschen und einem niederländischen Vertreter. Den Vorstand der Periode 2021–2023 bilden:
1. Matthias Groote (Vorsitzender), Landrat Landkreis Leer
2. Cora-Yfke Sikkema (stellvertretende Vorsitzende), Bürgermeister Gemeinde Oldambt
3. Raymond Wanders (Schatzmeister), Wethouder Gemeinde Emmen
4. Olaf Meinen (stellvertretender Schatzmeister), Landrat Landkreis Aurich
5. Renze Bergsma (Vorstandsmitglied), Burgermeister Gemeinde Coevorden
6. Marc-André Burgdorf (Vorstandsmitglied), Landrat Landkreis Emsland
7. Max-Martin Deinhard (Vorstandsmitglied), Hauptgeschäftsführer IHK für Ostfriesland und Papenburg
8. Holger Heymann (Vorstandsmitglied), Landrat Landkreis Wittmund
9. Jaap Velema (Vorstandsmitglied), Bürgermeister Gemeinde Westerwolde
10. Ard van der Tuuk (Vorstandsmitglied), Bürgermeister Gemeinde Westerkwartier
11. Markus Honnigfort (Vorstandsmitglied), Bürgermeister Stadt Haren (Ems)
12. Johann Wimberg (Vorstandsmitglied), Landrat Landkreis Cloppenburg
13. Hermann Wocken (Vorstandsmitglied), Bürgermeister Samtgemeinde Dörpen
14. Ton Schroor (beratendes Mitglied), Directeur VNO-NCW MKB Noord